# Hansa-Tempel
Der Hansa-Tempel (chinesisch 喊撒寺, Pinyin Hansa si, englisch Hansa Temple) ist ein buddhistischer Tempel der Duolie-Schule (多列派,  Duolie pai, englisch Tole sect / Duolie Sect / To Le, birmanisch: Taw Nei) des  Südlichen (bzw. Theravāda- oder Pali-) Buddhismus (chin. Shangzuobu Fojiao oder Nanchuan Fojiao) in der chinesischen Provinz Yunnan. Er befindet sich im Dorf Hansa 喊撒村 der Gemeinde Jiele 姐勒乡 in Ruili, einer kreisfreien Stadt des Autonomen Bezirks Dehong der Dai und Jingpo im Westen Yunnans. Er wurde Ende der Qing-Dynastie erbaut.